# Acords i desacords
Acords i desacords (títol original en anglès: Sweet and Lowdown) és una pel·lícula escrita i dirigida l'any 1999 per Woody Allen que explica la història del guitarrista de jazz arrogant i alcohòlic Emmett Ray (interpretat per Sean Penn). També protagonitzen la pel·lícula Uma Thurman, i Samantha Morton com Hattie, una noia jove muda. Allen hi apareix breument com a ell mateix, sent entrevistat sobre la música de Ray. La pel·lícula, lliurement basada en l'obra mestra de Federico Fellini La strada, fou una de les pel·lícules dramàtiques més ben rebudes d'Allen.
Per la pel·lícula van rebre dues nominacions a l'Oscar i Globus d'Or l'actor Sean Penn i l'actriu secundària Samantha Morton. Aquesta pel·lícula ha estat doblada al català.

## Argument
Estats Units, dècada del 1930. Emmet Ray és un geni del jazz, un guitarrista magistral, només superat per l'home que l'obsessiona: el llegendari Django Reinhardt. Tanmateix, quan baixa de l'escenari Emmet es converteix en un tipus arrogant, faldiller, alcohòlic i que es diverteix disparant a les rates. En definitiva, ell sap que és un músic de jazz amb talent, però la seva llicenciosa vida de jugador i bevedor, la seva tendència a posar-se en problemes i la seva incapacitat per comprometre's li impedeix assolir el cim professional i sentimental. Un dia Emmet coneix Hattie, una noia muda amb la qual comença una relació massa seriosa per al seu gust.

## Repartiment
- Sean Penn: Emmet Ray
- Samantha Morton: Hattie
- Anthony LaPaglia: Al Torrio
- Uma Thurman: Blanche
- James Urbaniak: Henry
- John Waters: Mr. Haynes
- Gretchen Mol: Ellie
- Denis O'Hare: Jake
- Molly Price: Ann
- Brian Markinson: Bill Shields
- Tony Darrow: Ben
- Daniel Okrent: A.J. Pickman
- Brad Garrett: Joe Bedloe
- Woody Allen: ell mateix
- Ben Duncan: ell mateix
- Nat Hentoff: ell mateix
- Douglas McGrath: ell mateix

## Premis i nominacions

### Nominacions
- 2000: Oscar al millor actor per Sean Penn
- 2000: Oscar a la millor actriu per Samantha Morton
- 2000: Globus d'Or al millor actor musical o còmic per Sean Penn
- 2000: Globus d'Or a la millor actriu musical o còmica per Samantha Morton